# Inštitut za mikrobiologijo in imunologijo Medicinske fakultete Univerze v Ljubljani
Inštitut za mikrobiologijo in imunologijo (sinonimi: Mikrobiološki inštitut, Inštitut za mikrobiologijo, Mikrobiologija, Mikro, IMI) je ena od enot Medicinske fakultete Univerze v Ljubljani. Namenjen je izvajanju znanstveno-raziskovalne, strokovne in pedagoške dejavnosti. Konec leta 2012 je zaposloval prek 130 sodelavcev, od tega 22 doktorjev znanosti.

## Od začetkov 1922 do konca 2012
Začetek Inštituta za mikrobiologijo in imunologijo Medicinske fakultete v Ljubljani je bila »Stalna bakteriološka stanica«" (stanica - postaja), ki je bila ustanovljena z odločbo ministra za narodno zdravje kraljevine SHS št. 29.606 z dne, 23. avgusta leta 1922. Locirana je bila v prostorih ljubljanske prosekture na Zaloški cesti 4.  Z delom je pričela 2. novembra leta 1922. Vodila jo je zdravnica Amalija Šimec. Iz nje je leta 1925 po združitvi v Higienski zavod nastal Bakteriološko-epidemiološki oddelek. Predstojnik Higienskega zavoda je bil takrat zdravnik Ivo Pirc.  Iz Beograda je bila leta 1929 na Bakteriološko epidemiološki oddelek zavoda premeščena zdravnica Milica Petrović (pozneje poročena Valentinčič), ki je leta 1945 postala prva predstojnica Inštituta za mikrobiologijo Medicinske fakultete v Ljubljani.
Sedanji Inštitut za mikrobiologijo je bil ustanovljen z odlokom o ustanovitvi popolne medicinske fakultete poleti leta 1945 (Odlok Narodne vlade Slovenije. Uradni list SNOS in NVS, 171 (31.7.1945), 23 (1945)) z razdružitvijo Zavoda na Centralni laboratorij za živila (pozneje leta 1951 Centralni higienski zavod) in Bakteriološko epidemiološki inštitut (pozneje Mikrobiološki inštitut Medicinske fakultete v Ljubljani). Prostore je dobil v stavbi bivšega infekcijskega oddelka Deželne bolnice v Ljubljani, na Zaloški 4, kjer je v prenovljenih in na novo zgrajenih stavbah še danes. Naloga Inštituta je bila, da organizira pouk mikrobiologije za študente novo ustanovljene popolne medicinske fakultete in strokovno laboratorijsko in diagnostično dejavnost za potrebe ljubljanskih Kliničnih bolnic. Leta 1947 je bilo na Inštitutu zaposlenih pet delavcev z visoko izobrazbo: Milica Petrović Valentinčič, Stanko Banič, Ivan Bonač, Jože Šlajmer, Zvonimir Švent. Učitelji in asistenti so sočasno vodili strokovno-raziskovalne in diagnostične laboratorije in izvajali pouk. Leta 1977 se je razdelil v dve organizacijski enoti, Inštitut za mikrobiologijo in Katedro za mikrobiologijo in parazitologijo. Leta 1986 se je Katedra preimenovala v Katedro za mikrobiologijo in imunologijo, inštitut pa s sklepom senata Medicinske fakultete leta 1995 v Inštitut za mikrobiologijo in imunologijo.
Prva predstojnica inštituta je bila Milica Petrović Valentinčič, zdravnica, ki je na osnovah bivšega Higienskega zavoda organizirala osnovno in raziskovalno bakteriološko, parazitološko in serološko dejavnost za potrebe Ljubljanskih kliničnih bolnic in poučevanja študentov medicine. Najpomembnejša raziskovalna dela iz tistega obdobja so povezana s proučevanjem temeljnih značilnosti imunskega odziva pri alergiji (Banič 1953), bakterijske genetike (Banič 1958) in odpornosti na antibiotike (Banič 1959). Kmalu po ustanovitvi Inštituta se je začelo intenzivno strokovno in raziskovalno delo na področju tedaj popolnoma nove vede virologije (Likar 1956, Likar 1961).
Po upokojitvi Valentinčičeve je leta 1961 prevzel vodenje inštituta Stanko Banič, zdravnik, ki je s sodelavci, priznanimi specialisti mikrobiologije, izpopolnil mikrobiološko diagnostično dejavnost z novimi bakteriološkimi, mikološkimi, virološkimi, parazitološkimi in imunološkimi metodami. Raziskovalna dejavnost je obsegala področja proučevanja novih bakterioloških gojišč (Banič 1966), bakterij prebavil in njihovih toksinov (Zajc Satler 1969,  Dragaš in Zajc Satler 1973, Gubina 1976), kemoterapije (Banič in Stropnik 1974, Banič, Dragaš in Fišer 1990) in vitaminologije (Banič 1975). Poglobila se je diagnostična in raziskovalna dejavnost na področju virologije (Likar 1963, Drinovec 1968, Likar 1975), odmevni so bili poskusi z novimi protivirusnimi učinkovinami (Likar 1966, Likar in Schauer 1968, Schauer in Likar 1970, Hren Vencelj 1982). 
Po Baničevi upokojitvi je leta 1983 prevzel vodenje inštituta zdravnik in biolog Miha Likar. Pod njegovim vodstvom se je inštitut močno povečal in razširila strokovna zdravstvena dejavnost. Pri tem je imela pomembno vlogo reorganizacija inštituta, v okviru katere so se oddelki za bakteriologijo, virologijo, parazitologijo in imunologijo razdelili na več laboratorijev, ki so se specializirali za diagnostiko sorodnih skupin mikroorganizmov, povzročiteljev okužb posameznih organov in organskih sistemov. Leta 1987 so bili pridobljeni dodatni laboratorijski prostori v novi stavbi Medicinske fakultete na Korytkovi ulici 2. 
Po Likarjevi upokojitvi je leta 1993 prevzel vodenje inštituta zdravnik in mikrobiolog Srečko Koren. S sodelavci, vrhunskimi strokovnjaki na področju mikrobiologije in imunologije, je uspešno nadaljeval in nadgradil delo predhodnikov. Tako so bili v tem času obnovljeni in posodobljeni prav vsi laboratoriji, ki so zdaj opremljeni z najnovejšimi aparaturami za molekularno mikrobiološko, diagnostično in raziskovalno delo. Na inštitutu je bilo leta 2008 zaposlenih že 129 sodelavcev, od tega 52 z univerzitetno izobrazbo, 21 od teh je imelo doktorat znanosti, 15 je bilo zdravnikov in 12 specialistov mikrobiologov. V laboratorijih so takrat izvajali 641 različnih preiskav in pri tem sledili načelom dobre laboratorijske prakse in mednarodnim kakovostnim standardom. Leta 2009 (22.05.2009) je Inštitut pridobil akreditacijski certifikat ISO 9001:2000.